# Gus Greensmith
Fergus "Gus" Greensmith (Manchester, 26 december 1996) is een Brits rallyrijder, actief in het wereldkampioenschap rally voor het M-Sport Ford World Rally Team met de Ford Fiesta R5 en Ford Fiesta WRC.

## Carrière

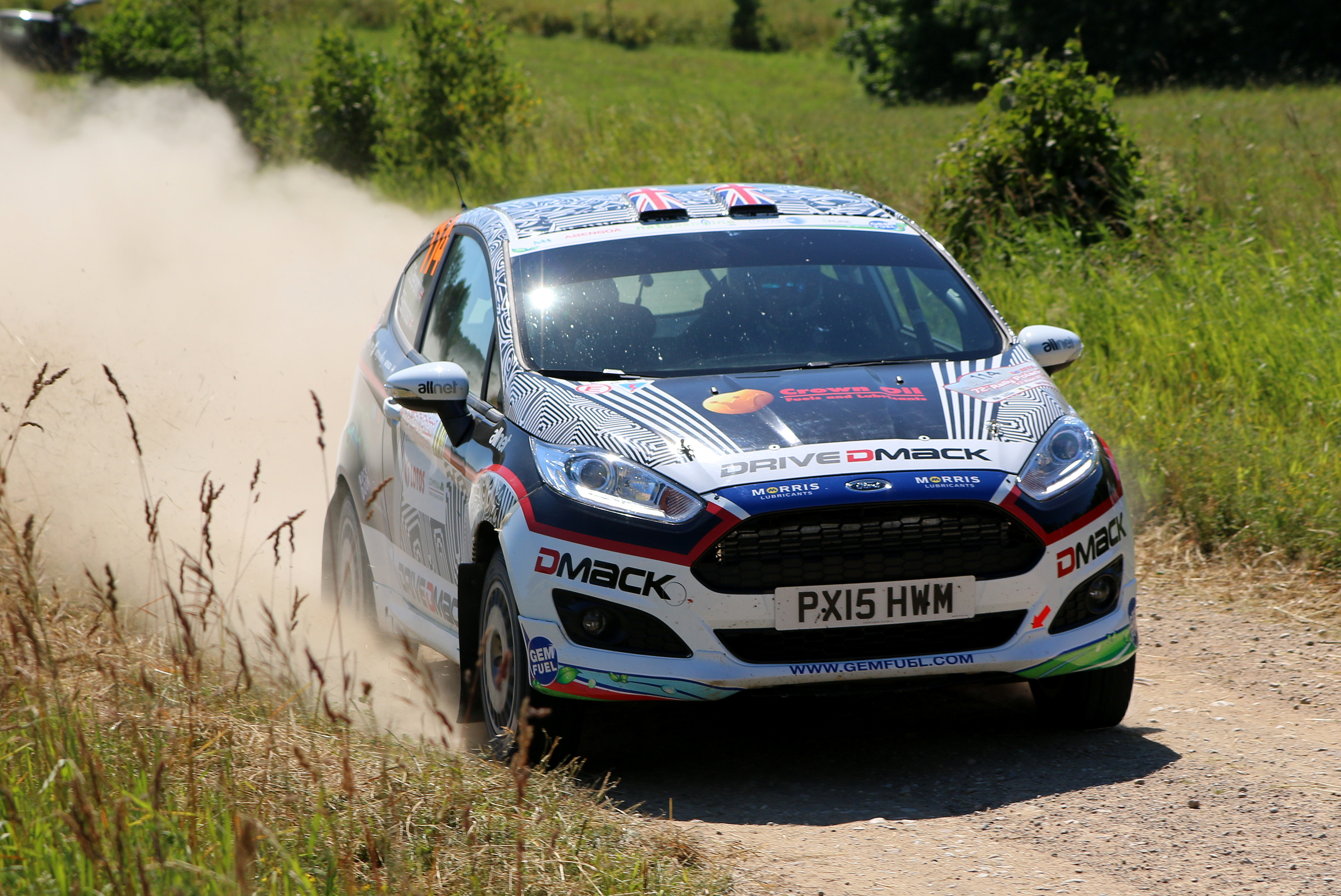
Greensmith actief met de Fiesta R2 in het WK rally in 2015

Gus Greensmith was keeper in de jeugd van voetbalclub Manchester City FC. Zijn carrière in de autosport begon met een overstap naar het karten, en nam daarin onder meer deel aan het wereldkampioenschap onder 18 jaar, in 2012. Zijn eerste rally's reed hij in 2013 en al een jaar later won hij de junioren titel in het Brits rallykampioenschap. Hierna volgde een programma in het wereldkampioenschap rally in 2015 en 2016 in de Drive DMACK Cup met een Ford Fiesta R2, en was daarin de jongste deelnemer. Met een overstap naar de Ford Fiesta R5 is hij sinds het 2017 seizoen actief in het WRC-2 kampioenschap en is hij ook een officiële rijder geworden bij het M-Sport Ford World Rally Team. Hoewel het niet een klasse-overwinning betrof, was een negende plaats in Mexico in 2018 wel de eerste keer dat hij een algemene top tien finish behaalde in een WK-rally, en greep daarmee ook naar zijn eerste punten toe. Die eerste zege in zijn klasse, nu actief de WRC-2 Pro categorie, kwam er uiteindelijk in Monte Carlo in 2019, terwijl hij daar tevens zijn beste finish op naam schreef met een zevende plaats algemeen. Later in het 2019 seizoen, in Portugal, bestuurde hij de derde ingeschreven Ford Fiesta WRC van het M-Sport team. Daarna verving hij tot twee keer toe de geblesseerde Elfyn Evans, opnieuw actief met de Fiesta WRC.

## Complete resultaten in het wereldkampioenschap rally
| Seizoen | Inschrijving                  | Auto               | 1       | 2      | 3     | 4      | 5       | 6      | 7       | 8       | 9       | 10      | 11     | 12     | 13     | 14  | Pos. | Punten |
| ------- | ----------------------------- | ------------------ | ------- | ------ | ----- | ------ | ------- | ------ | ------- | ------- | ------- | ------- | ------ | ------ | ------ | --- | ---- | ------ |
| 2014    | Gus Greensmith                | Ford Fiesta R2     | MON     | ZWE    | MEX   | POR    | ARG     | ITA    | POL     | FIN     | DUI     | AUS     | FRA    | SPA    | GBR 42 |     | –    | 0      |
| 2015    | Gus Greensmith                | Ford Fiesta R2T    | MON     | ZWE    | MEX   | ARG    | POR 36  | ITA    | POL 40  | FIN DNF | DUI DNF | AUS     | FRA    | SPA 57 | GBR 55 |     | –    | 0      |
| 2016    | Gus Greensmith                | Ford Fiesta R2T    | MON     | ZWE    | MEX   | ARG    | POR DNF | ITA    | POL 35  | FIN DNF | DUI 63  | CHN C   | FRA    | SPA 24 |        |     | –    | 0      |
| 2016    | M-Sport World Rally Team      | Ford Fiesta R5     |         |        |       |        |         |        |         |         |         |         |        |        | GBR 34 | AUS | –    | 0      |
| 2017    | Gus Greensmith                | Ford Fiesta R5     | MON     | ZWE 16 | MEX   | FRA    | ARG     | POR 20 | ITA     | POL 22  | FIN 32  | DUI DNF | SPA 45 | GBR 17 | AUS    |     | –    | 0      |
| 2018    | Gus Greensmith                | Ford Fiesta R2T    | MON DNF | ZWE    |       |        |         |        |         |         |         |         |        |        |        |     | 23   | 2      |
| 2018    | Gus Greensmith                | Ford Fiesta R5     |         |        | MEX 9 | FRA 13 | ARG 12  | POR 18 | ITA     | FIN 13  | DUI DNF | TUR DNF | GBR 11 | SPA    | AUS    |     | 23   | 2      |
| 2019*   | M-Sport Ford World Rally Team | Ford Fiesta R5     | MON 7   | ZWE 19 | MEX   | FRA    | ARG 15  | CHL 12 |         | ITA 42  |         |         |        |        |        |     | 15   | 9      |
| 2019*   | M-Sport Ford World Rally Team | Ford Fiesta WRC    |         |        |       |        |         |        | POR DNF |         | FIN DNF | DUI 9   |        |        |        |     | 15   | 9      |
| 2019*   | M-Sport Ford World Rally Team | Ford Fiesta R5 MK2 |         |        |       |        |         |        |         |         |         |         | TUR 10 | GBR 34 | SPA 15 | AUS | 15   | 9      |

* Seizoen loopt nog.